# Georg Reif (Maler)
Georg Reif (* 1946 in Freising; † 11. Dezember 1999 in Landshut) war ein deutscher Aquarellmaler und Illustrator.

## Leben und Werk
Georg Reif absolvierte eine Ausbildung zum Kunsterzieher und war bis 1995 Lehrer. Von 1980 bis 1984 lebte er in Norwegen. Er malte Aquarelle und illustrierte 16 Bücher, vornehmlich dem Thema Heimat gewidmet.

## Ausstellungen (Auswahl)
- 1980 im Kunstkreis in Landshut
- 1980 im Röa Kunstforening in Oslo
- 1983 auf Groruddalen Kunstforening in Arvoll
- 1984 Trondheim, Königliche Universitätsbibliothek in Trondheim
- 1984 Meine Jahre in Norwegen im Kunstkreis Landshut
- 1985 Illustrationen zu Sigrid Undsets Roman Kristin Lavranstochter und zu Knut Hamsuns Roman Rosa und Benoni im Rathausfoyer Landshut
- 1994 Illustrationen zum Buch Moosburg mit den Augen eines Aquarellmalers in der Stadthalle Moosburg
- 1996 Buchillustrationen anlässlich der Verleihung des Creato-Kunstpreises im Salzstadel Landshut
- 1996 Palazzo Toaldi Capra in Schio mit Johann Gassenhuber
- 1998 im Martha-Haus Frankfurt

## Illustrationen und Publikationen
- 1988 Landkreis Landshut – Alle Kirchorte, Schlösser und bedeutendsten Bodendenkmäler in mehr als 300 Aquarellen
- 1989 Gesichter Niederbayerns
- 1989 Unterm blauseidern’ Himmel
- 1993 S’Karussej – Gedichte und Geschichten ausm Leben
- 1995 Sagen und Legenden aus dem Landkreis Landshut, Teil 1
- 1996 Lustig und Staad
- 1996 Aus dem Tagebuch eines Aquarellmalers: Das Jahr im Kreislauf der Natur
- 1997 Sagen und Legenden aus dem Landkreis Landshut, Teil 2
- 1997 A Stern is aufganga
- 1997 Erinnerungen aus meinem Leben
- 1997 Prinzessinenhaar
- 1998 Das Eiserne Christkind – Wintergeschichten
- 2000 Himmelblau und Rosenrot